# Bill Erwin
William Lindsey "Bill" Erwin, född 2 december 1914 i Honey Grove, Fannin County, Texas, död 29 december 2010 i Studio City, Los Angeles, Kalifornien, var en amerikansk skådespelare. Erwin medverkade i över 250 film-, TV- och teaterproduktioner, bland annat i flera av John Hughes filmer och var en av USA:s mest folkkära skådespelare.
Under andra världskriget var Erwin kapten i det amerikanska flygvapnet.
För den svenska publiken var Erwin troligen mest känd för rollen som den elake Sid Fields i TV-serien Seinfeld, en roll han nominerades till en Emmy Award för. Trots sin höga ålder (96 år) var Erwin in i det sista i allra högsta grad aktiv som skådespelare och hade på senare år biroller i TV-serier som Star Trek: The Next Generation, My Name Is Earl, Monk och Kungen av Queens. Erwin hade också samarbetat mycket med komikern Michael Richards i dennes shower.
Erwin har också blivit känd för sina många cameoroller i olika filmer, bland dessa kan nämnas Raka spåret till Chicago, Ensam hemma och Dennis.